# ジミー・キー
ジェームズ・エドワード・"ジミー"・キー（James Edward "Jimmy" Key , 1961年4月22日 - ）はアメリカ・メジャーリーグで活躍した投手。左投右打。
アメリカ合衆国アラバマ州ハンツビル出身。現役時代の代理人はカリン夫人が務めていた。

## 経歴
バトラー高校時代に10勝0敗、防御率0.30の記録を残す。
打者としても打率.410、11本塁打、35打点の活躍。
クレムゾン大学に進学し、投手としては9勝3敗、防御率2.79。登板しないときでも指名打者（DH）で出場し、打率.300を記録。
1980年にはカレッジ・ワールド・シリーズの第1戦に先発した。
1982年6月のドラフト会議でトロント・ブルージェイズから3巡目に指名され、入団。
1シーズン半のマイナー生活を経て、1984年4月6日にリリーフでメジャー初登板。
この年はリリーフばかり63試合に登板して、4勝5敗10セーブ、防御率4.65を記録。
この年の背番号は「27」であったが、先発に転向した翌1985年以後、ブルージェイズでは「22」に変更した。
1985年には14勝6敗、防御率3.00の好成績。
デーブ・スティーブ、ドイル・アレクサンダーらとともに先発ローテーションを担い、チームの球団創設以来初の地区優勝に貢献した。
カンザスシティ・ロイヤルズとのア・リーグチャンピオンシップシリーズではまず第2戦に登板。
勝敗はつかなかったが、チームは延長10回に逆転サヨナラ勝ち。
3勝1敗とリードし、あと1勝で初のカナダでのワールドシリーズ開催となる第5戦に先発。
1回、2回に1点ずつを取られるが、その2点に抑える好投。
しかし、打線がダニー・ジャクソンに抑えられて0-2で敗れる。チームはその後第6戦、第7戦にも敗れ、リーグ優勝はならなかった。
その後も、1997年までの間、故障で1勝に終わった1995年を除いて毎年12勝以上をあげる安定した活躍を見せる。
1987年には防御率1位のタイトルを獲得。
1988年秋に日米野球で、メジャーリーグオールスター（監督はデトロイト・タイガースのスパーキー・アンダーソン）の一員として来日している。
1989年にもチームは地区優勝するが、リーグチャンピオンシップシリーズでオークランド・アスレチックスに敗れる。
1992年にようやく念願かない、ワールドシリーズに進出。
アトランタ・ブレーブスとのワールドシリーズでは、第4戦に先発してトム・グラビンに投げ勝って勝利投手となり、さらに第6戦にリリーフで勝利を挙げ、チームのワールドチャンピオンに貢献。
しかし、この登板を最後にフリーエージェント（FA）でニューヨーク・ヤンキースと4年1,680万ドルで契約。
ヤンキースでも背番号22をつけ、移籍初年度の1993年には自己最多の18勝をあげる。
1994年から1995年のMLBストライキでシーズンが短縮された1994年にはリーグ最多の17勝をあげる。
1995年は故障のため1勝に終わるが、1996年に12勝をあげ、チーム15年ぶりのリーグ優勝、18年ぶりのワールドシリーズ制覇に貢献。
ブレーブスとのシリーズでは、まず第2戦に先発し、敗戦投手。
チームは本拠地ヤンキー・スタジアムで連敗スタートとなったが、その後チームは敵地アトランタで3連勝。
ホームに戻った第6戦に再び先発すると、グレッグ・マダックスに投げ勝って勝利投手となり、自身2度目のワールドチャンピオンとなるが、この時もこの登板を最後にFAで移籍することとなった。
ヤンキース移籍を決めてからちょうど4年後の1996年12月10日にボルチモア・オリオールズと2年773万ドルで契約。
背番号は今まで着けていた「22」がオリオールズの永久欠番（ジム・パーマー）だったため、「21」となった。移籍初年度の1997年は16勝をあげ、チームのプレイオフ進出に貢献するが、1998年には6勝に終わり、この年限りで現役を引退した。
球速はそれほどでもないが、制球力に優れ、9イニングあたりの与四球は2回（1989年、1993年）リーグ最少であった。通算の9イニング平均与四球は2.32で、同時期に活躍した投手と比較すると、ブレット・セイバーヘイゲンの1.65やグレッグ・マダックスの1.81にはかなわないが、フランク・バイオーラが2.74、ロジャー・クレメンスが2.89、ジャック・モリスが
3.27、フェルナンド・バレンズエラが3.53、長年のチームメイトデーブ・スティーブが3.21となっている。
スライダーの切れは良く、右打者にも有効であった。通算勝率は.614で、これはメジャー歴代79位にあたる（2008年終了時点。通算2,000イニング以上投げた投手に限る。）。
現在はニューヨークのノースセーラムに在住。

## 詳細情報

### 年度別投手成績
| 年 度      | 球 団      | 登 板 | 先 発 | 完 投 | 完 封 | 無 四 球 | 勝 利 | 敗 戦 | セ 丨 ブ | ホ 丨 ル ド | 勝 率 | 打 者 | 投 球 回 | 被 安 打 | 被 本 塁 打 | 与 四 球 | 敬 遠 | 与 死 球 | 奪 三 振 | 暴 投 | ボ 丨 ク | 失 点 | 自 責 点 | 防 御 率 | W H I P |
| ---------- | ---------- | ----- | ----- | ----- | ----- | -------- | ----- | ----- | -------- | ----------- | ----- | ----- | -------- | -------- | ----------- | -------- | ----- | -------- | -------- | ----- | -------- | ----- | -------- | -------- | ------- |
| 1984       | TOR        | 63    | 0     | 0     | 0     | 0        | 4     | 5     | 10       | --          | .444  | 285   | 62.0     | 70       | 8           | 32       | 8     | 1        | 44       | 3     | 1        | 37    | 32       | 4.65     | 1.65    |
| 1985       | TOR        | 35    | 32    | 3     | 0     | 0        | 14    | 6     | 0        | --          | .700  | 856   | 212.2    | 188      | 22          | 50       | 1     | 2        | 85       | 6     | 1        | 77    | 71       | 3.00     | 1.12    |
| 1986       | TOR        | 36    | 35    | 4     | 2     | 0        | 14    | 11    | 0        | --          | .560  | 959   | 232.0    | 222      | 24          | 74       | 1     | 3        | 141      | 3     | 0        | 98    | 92       | 3.57     | 1.28    |
| 1987       | TOR        | 36    | 36    | 8     | 1     | 2        | 17    | 8     | 0        | --          | .680  | 1033  | 261.0    | 210      | 24          | 66       | 6     | 2        | 161      | 8     | 5        | 93    | 80       | 2.76     | 1.06    |
| 1988       | TOR        | 21    | 21    | 2     | 2     | 0        | 12    | 5     | 0        | --          | .706  | 551   | 131.1    | 127      | 13          | 30       | 2     | 5        | 65       | 1     | 0        | 55    | 48       | 3.29     | 1.20    |
| 1989       | TOR        | 33    | 33    | 5     | 1     | 3        | 13    | 14    | 0        | --          | .481  | 886   | 216.0    | 226      | 18          | 27       | 2     | 3        | 118      | 4     | 1        | 99    | 93       | 3.88     | 1.17    |
| 1990       | TOR        | 27    | 27    | 0     | 0     | 0        | 13    | 7     | 0        | --          | .650  | 636   | 154.2    | 169      | 20          | 22       | 2     | 1        | 88       | 0     | 1        | 79    | 73       | 4.25     | 1.23    |
| 1991       | TOR        | 33    | 33    | 2     | 2     | 1        | 16    | 12    | 0        | --          | .571  | 877   | 209.1    | 207      | 12          | 44       | 3     | 3        | 125      | 1     | 0        | 84    | 71       | 3.05     | 1.20    |
| 1992       | TOR        | 33    | 33    | 4     | 2     | 1        | 13    | 13    | 0        | --          | .500  | 900   | 216.2    | 205      | 24          | 59       | 0     | 4        | 117      | 5     | 0        | 88    | 85       | 3.53     | 1.22    |
| 1993       | NYY        | 34    | 34    | 4     | 2     | 0        | 18    | 6     | 0        | --          | .750  | 948   | 236.2    | 219      | 26          | 43       | 1     | 1        | 173      | 3     | 0        | 84    | 79       | 3.00     | 1.11    |
| 1994       | NYY        | 25    | 25    | 1     | 0     | 1        | 17    | 4     | 0        | --          | .810  | 710   | 168.0    | 177      | 10          | 52       | 0     | 3        | 97       | 8     | 1        | 68    | 61       | 3.27     | 1.36    |
| 1995       | NYY        | 5     | 5     | 0     | 0     | 0        | 1     | 2     | 0        | --          | .333  | 134   | 30.1     | 40       | 3           | 6        | 1     | 0        | 14       | 1     | 0        | 20    | 19       | 5.64     | 1.52    |
| 1996       | NYY        | 30    | 30    | 0     | 0     | 0        | 12    | 11    | 0        | --          | .522  | 715   | 169.1    | 171      | 21          | 58       | 1     | 2        | 116      | 2     | 0        | 93    | 88       | 4.68     | 1.35    |
| 1997       | BAL        | 34    | 34    | 1     | 1     | 0        | 16    | 10    | 0        | --          | .615  | 902   | 212.1    | 210      | 24          | 82       | 1     | 5        | 141      | 4     | 1        | 90    | 81       | 3.43     | 1.38    |
| 1998       | BAL        | 25    | 11    | 0     | 0     | 0        | 6     | 3     | 0        | --          | .667  | 327   | 79.1     | 77       | 5           | 23       | 0     | 3        | 53       | 1     | 1        | 39    | 37       | 4.20     | 1.26    |
| 通算：15年 | 通算：15年 | 470   | 389   | 34    | 13    | 8        | 186   | 117   | 10       | --          | .614  | 10719 | 2591.2   | 2518     | 254         | 668      | 29    | 38       | 1538     | 50    | 12       | 1104  | 1010     | 3.51     | 1.23    |

- 各年度の太字はリーグ最高

### 受賞歴・記録
- 最多勝利1回（1994年）
- 最優秀防御率1回（1987年）
- オールスター出場4回（1985年、1991年、1993年、1994年）